# Halowe Mistrzostwa Europy w Lekkoatletyce 2017 – skok w dal mężczyzn
Skok w dal mężczyzn – jedna z konkurencji technicznych rozegranych podczas halowych lekkoatletycznych mistrzostw Europy w hali Kombank Arena w Belgradzie. Tytułu mistrza sprzed dwóch lat nie obronił Szwed Michel Tornéus.

## Statystyka

### Rekordy
Tabela prezentuje rekord świata, rekord Europy, rekord halowych mistrzostw Europy, najlepsze osiągnięcie na Starym Kontynencie, a także najlepszy rezultat na świecie w sezonie 2017 przed rozpoczęciem mistrzostw.
|                                      | Zawodniczka          | Wynik | Miejsce    | Data                  |
| ------------------------------------ | -------------------- | ----- | ---------- | --------------------- |
| Rekord świata                        | Carl Lewis           | 8,79  | Nowy Jork  | 27 stycznia 1984(dts) |
| Rekord Europy                        | Sebastian Bayer      | 8,71  | Turyn      | 8 marca 2009(dts)     |
| Rekord mistrzostw Europy             | Sebastian Bayer      | 8,71  | Turyn      | 8 marca 2009(dts)     |
| Najlepszy wynik na świecie w sezonie | Julian Harvey        | 8,17  | Charleston | 24 lutego 2017(dts)   |
| Najlepszy wynik w Europie w sezonie  | Jean-Pierre Bertrand | 8,08  | Tignes     | 3 stycznia 2017(dts)  |

### Najlepsze wyniki w Europie
Poniższa tabela przedstawia 10 najlepszych rezultatów na Starym Kontynencie w sezonie 2017 w hali tuż przed rozpoczęciem zawodów.
| Poz. | Zawodnik              | Reprezentacja | Wynik | Data        | Miejsce   |
| ---- | --------------------- | ------------- | ----- | ----------- | --------- |
| 1.   | Jean-Pierre Bertrand  | Francja       | 8,08  | 3 stycznia  | Tignes    |
| 2.   | Lamont Marcell Jacobs | Włochy        | 8,07  | 4 lutego    | Ancona    |
| 3.   | Filippo Randazzo      | Włochy        | 8,05  | 18 lutego   | Ancona    |
| 4.   | Andrew Howe           | Włochy        | 8,01  | 18 lutego   | Ancona    |
| 5.   | Eusebio Cáceres       | Hiszpania     | 7,98  | 18 lutego   | Salamanka |
| 6.   | Izmir Smajlaj         | Albania       | 7,98  | 25 lutego   | Belgrad   |
| 7.   | Julian Howard         | Niemcy        | 7,97  | 4 lutego    | Karlsruhe |
| 8.   | Kevin Ojiaku          | Włochy        | 7,93  | 18 lutego   | Ancona    |
| 9.   | Elvijs Misāns         | Łotwa         | 7,92  | 27 stycznia | Ryga      |
| 10.  | Tomasz Jaszczuk       | Polska        | 7,92  | 19 lutego   | Toruń     |

Pogrubioną czcionką oznaczono zawodników, którzy wystartowali w zawodach.

## Terminarz
| Data    | Godzina |            |
| ------- | ------- | ---------- |
| 3 marca | 9:40    | Eliminacje |
| 4 marca | 19:32   | Finał      |

## Rezultaty

### Eliminacje
Awans: 7,90 (Q) lub osiem najlepszych rezultatów (q). Do eliminacji zgłoszono 20 zawodników.
| Poz. | Zawodnik               | Reprezentacja   | #1   | #2   | #3   | Rezultat | Uwagi |
| ---- | ---------------------- | --------------- | ---- | ---- | ---- | -------- | ----- |
| 1.   | Serhij Nykyforow       | Ukraina         | 7,65 | 8,18 | –    | 8,18     | Q WL  |
| 2.   | Lazar Anić             | Serbia          | 7,65 | 7,98 | –    | 7,98     | Q     |
| 3.   | Izmir Smajlaj          | Albania         | 7,98 | –    | –    | 7,98     | Q =   |
| 4.   | Michel Tornéus         | Szwecja         | 7,96 | –    | –    | 7,96     | Q     |
| 5.   | Filippo Randazzo       | Włochy          | 7,72 | 7,89 | x    | 7,89     | q     |
| 6.   | Julian Howard          | Niemcy          | 7,85 | 7,88 | x    | 7,89     | q     |
| 7.   | Tomasz Jaszczuk        | Polska          | 7,74 | 7,78 | x    | 7,78     | q     |
| 8.   | Elvijs Misāns          | Łotwa           | 7,52 | 7,72 | 7,71 | 7,72     | q     |
| 9.   | Eusebio Cáceres        | Hiszpania       | 7,72 | 7,59 | 7,33 | 7,72     |       |
| 10.  | Andrew Howe            | Włochy          | 7,71 | x    | 6,19 | 7,72     |       |
| 11.  | Marcel Lamont Jacobs   | Włochy          | 7,40 | 7,70 | 7,62 | 7,70     |       |
| 12.  | Dan Bramble            | Wielka Brytania | x    | 7,64 | x    | 7,64     |       |
| 13.  | Benjamin Gföhler       | Szwajcaria      | 7,60 | 7,56 | 7,63 | 7,63     |       |
| 14.  | István Virovecz        | Węgry           | 7,46 | 7,25 | 7,59 | 7,59     |       |
| 15.  | Władysław Mazur        | Ukraina         | 7,43 | 7,58 | 7,34 | 7,58     |       |
| 16.  | Kanstancin Baryczeuski | Białoruś        | 7,50 | x    | x    | 7,50     |       |
| 17.  | Henrik Kutberg         | Estonia         | x    | 7,34 | 7,49 | 7,49     |       |
| 18.  | Strahinja Jovančević   | Serbia          | 7,47 | 7,45 | x    | 7,47     | SB    |
| -    | Marcos Chuva           | Portugalia      | x    | x    | x    | NM       |       |
| -    | Baczana Chorawa        | Gruzja          | –    | –    | –    | DNS      |       |

### Finał
| Poz. | Zawodnik         | Reprezentacja | Próby | Próby | Próby | Próby | Próby | Próby | Wynik | Uwagi |
| Poz. | Zawodnik         | Reprezentacja | 1     | 2     | 3     | 4     | 5     | 6     | Wynik | Uwagi |
| ---- | ---------------- | ------------- | ----- | ----- | ----- | ----- | ----- | ----- | ----- | ----- |
| 01 ! | Izmir Smajlaj    | Albania       | 7,81  | 8,02  | x     | 6,58  | x     | 8,08  | 8,08  | NR    |
| 02 ! | Michel Tornéus   | Szwecja       | 8,08  | x     | x     | x     | 7,94  | 7,98  | 8,08  | SB    |
| 03 ! | Serhij Nykyforow | Ukraina       | 8,01  | 7,92  | x     | 8,07  | 8,02  | 7,77  | 8,07  |       |
| 4.   | Tomasz Jaszczuk  | Polska        | 7,98  | 7,82  | x     | x     | 7,65  | 7,81  | 7,98  | PB    |
| 5.   | Julian Howard    | Niemcy        | x     | x     | x     | 7,94  | x     | 7,97  | 7,97  |       |
| 6.   | Lazar Anić       | Serbia        | 7,45  | x     | 7,90  | 7,68  | x     | x     | 7,90  |       |
| 7.   | Filippo Randazzo | Włochy        | 7,33  | x     | 7,77  | x     | x     | 7,60  | 7,77  |       |
| 8.   | Elvijs Misāns    | Łotwa         | x     | x     | x     | x     | x     | x     | NM    |       |